# سپاه مهندسی نیروی زمینی ایالات متحده آمریکا
سپاه مهندسی ارتش ایالات متحده (انگلیسی: United States Army Corps of Engineers) به اختصار (CoE یا یو اس ای سی ای (USACE)) یک آژانس ایالاتی آمریکا است که زیر نظر وزارت دفاع و نیرو های مسلح آمریکا فعالیت می‌کند. در حال حاضر در این آژانس ۳۷۰۰۰ کارمند و نظامی شاغل هستند. این آژانس، بزرگترین آژانس مدیریت طراحی، مهندسی و ساخت در جهان است.